# José Luis Pardos
José Luis Pardos Pérez (Murcia, 11 de junio de 1934-Madrid, 18 de abril de 2024) fue un diplomático español, interesado en la promoción de los Derechos del hombre, la Cooperación al desarrollo, el Medio Ambiente, e Internet.  

## Biografía
José Luis Pardos nació en el barrio del Carmen en Murcia en 1934. Cursó sus estudios primarios y secundarios en los Hermanos Maristas, y universitarios en la Universidad de Murcia, con Premio Extraordinario. Fue doctor en Derecho Internacional por la Universidad de Bolonia, Colegial de San Clemente de los Españoles. 
Su carrera profesional como diplomático le llevó a ocupar los siguientes puestos:
- ONU en Nueva York, de 1964 a 1968
- Santa Sede en Roma, de 1970 a 1975
- Lima en Perú de 1976 a 1977
- Embajador en Australia, Nueva Zelanda y la Melanesia, de 1988 a 1992
- Embajador en Canadá, de 1992 a 1996
- Embajador en Dinamarca y Lituania, nombrado en 1996, hasta 2001.[3]

También fue director general de Cooperación Técnica Internacional, en el Ministerio de Asuntos Exteriores, de 1982 a 1985.

### Internet y las Nuevas Tecnologías
Su relación con las Nuevas Tecnologías comenzó en 1988 en Australia, siendo la primera Embajada española con Correo Electrónico, inaugurado en Australia por SS.MM. los Reyes en su Visita de Estado que fue celebrada celebrada el 11 de junio de ese año. 

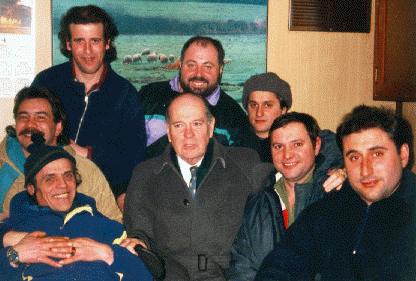
Pardos con la tripulación del Estai (Guerra del Fletán)

Fue también el promotor de SiSpain, la primera web en el mundo de una Embajada. Publicada el 14 de junio de 1995 desde la Embajada de España en Ottawa, tras el conflicto de la Guerra del Fletán con el Canadá. Todas estas actividades le condujeron a formar parte del Board of Trustees y de la Internet Society, de 1996 a 2001. 
En febrero de 2001 fue designado Embajador en misión especial para las Nuevas Tecnologías por el Ministerio de Asuntos Exteriores, permaneciendo en el cargo hasta su jubilación el año 2004.
Entre sus intereses destacaban, ser publicista sobre Derechos del hombre, Cooperación al desarrollo, Medio Ambiente e Internet.
Fue Miembro del Club de Roma. En 2005 fue socio fundador de la Fundación "Los Álamos". En las actividades organizadas por esta Fundación han participado entre otros Vinton Cerf, Antonio López, Mario Bunge, etc.

### Conde de Floridablanca
Entre sus publicaciones destaca un libro sobre el Conde de Floridablanca, también murciano como él. Floridablanca fue para Pardos un personaje singular en la transición española de la sociedad agrícola a la industrial y de la Monarquía absoluta a la Democracia popular, un ejemplo paradigmático a tener en cuenta en el día de hoy ante los retos globales de nuestra sociedad. En 2008 dirigió el Curso "Floridablanca. Reformas de Ilustración en la España del Siglo XVIII" con ocasión del II Centenario del fallecimiento del conde de Floridablanca.
EStaba casado con Mercedes Sarasola Sancho.
Falleció en Madrid el 18 de abril de 2024.

## Obra
- 1980: Crecimiento y desarrollo en la década de los 80. Libro en Google Books. Editado por Tecnos. ISBN 978-84-3091-069-4.[11]
- 1984: La cooperación internacional: el "caso" español. Libro en Google Books.[12]
- 1984: Los vertidos radioactivos. Libro en Google Books. Editado por Tecnos. ISBN 978-84-3091-111-0.[13]
- 2012: El Modernizador: una aproximación a Floridablanca. Prefacio de Mario Bunge y prólogo de Luis Miguel Enciso. Editado por la Universidad de Murcia. ISBN 978-84-7684-774-9.[14]

## Premios y reconocimientos
Su trayectoria profesional ha sido premiada con numerosas condecoraciones y distinciones. Entre ellas figuran la Gran Cruz del Mérito Civil, concedida en 2005, la Gran Cruz de la Orden del Mérito Naval con distintivo blanco  en 1988, Comendador de Número y Caballero de la Orden del Mérito Civil, Comendador y Caballero de la Orden de Isabel la Católica, Caballero de la Real y Muy Distinguida Orden de Carlos III concedida en 1963, Comendador con Placa de la Pontificia Orden de San Gregorio el Magno, Comendador de la Soberana y Militar Orden de Malta, Comendador de la Orden al Mérito de la República Italiana, y Real Gran Cruz de Danborg concedida en 2001.